# Richard Simmons

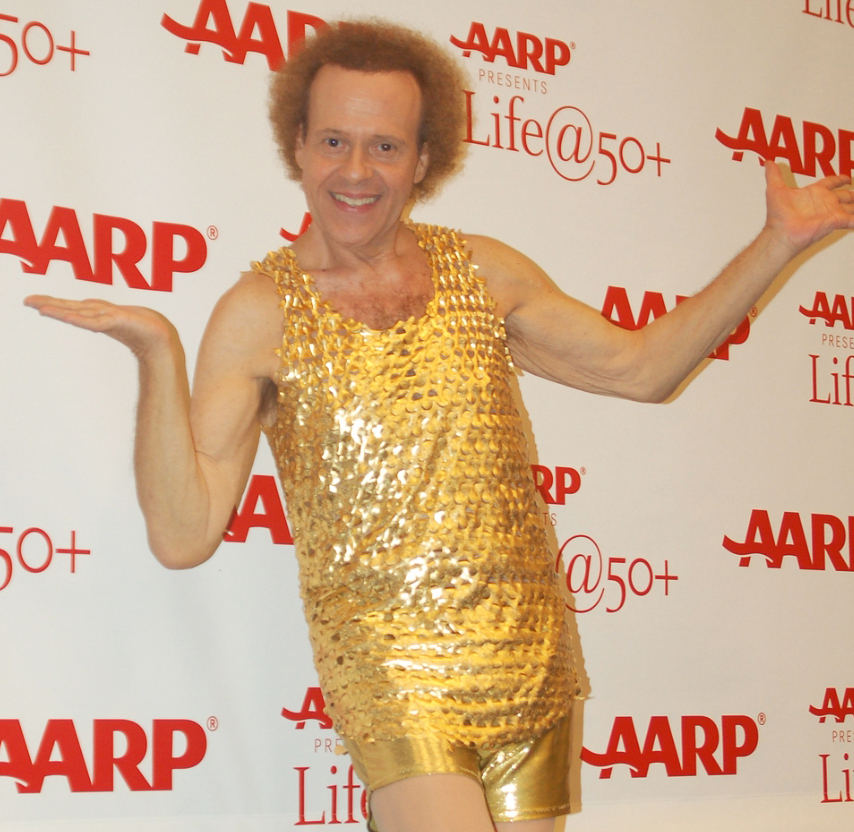
Richard Simmons (2011)

Richard Simmons (* 12. Juli 1948 in New Orleans, Louisiana; † 13. Juli 2024 in Los Angeles, Kalifornien), eigentlich Milton Teagle Simmons, war ein US-amerikanischer Fitnesstrainer, Komiker und Schauspieler.

## Leben
Simmons war der Sohn von Leonard Douglas Simmons Sen. (1897–1983) und Shirley May Simmons, geborene Satin (1911–1999), die beide im Showgeschäft tätig waren. Simmons wuchs im French Quarter von New Orleans auf. Er hatte einen älteren Bruder Leonard Simmons Jun. Sein Vater war Methodist und arbeitete als Master of Ceremonies und später in einem Secondhandladen. Seine Mutter, eine russische Jüdin, war als Tänzerin und später als Kosmetikverkäuferin tätig.
Im englischsprachigen Raum wurde der Fitnessstudio-Besitzer Simmons vorrangig als Fitnesstrainer bekannt, der in vielen Fitnessvideos und Fernsehshows auftrat. Mit seinem auffälligen und extrovertierten Auftreten erlangte er einen großen Bekanntheitsgrad. 1992 synchronisierte Simmons den Richard-Simmons-Dinosaurier in der Puppenserie Die Dinos, 1993 einen Aerobictrainer in der Zeichentrickserie Rockos modernes Leben und 1998 Boone im Zeichentrickfilm Rudolph mit der roten Nase. Physedipus sprach er 1998 im Direct-to-Video-Zeichentrickfilm Hercules: Zero to Hero sowie in der darauf folgenden Zeichentrickserie Hercules und 2011 bis 2012 Coach Salmons in der Zeichentrickserie Der Fisch-Club.
Im Jahr 2014 zog sich Simmons plötzlich aus der Öffentlichkeit zurück, was zu vielfältigen Spekulationen führte. 2016 erklärte er, dass man sich um ihn keine Sorgen zu machen brauche und er bewusst weniger in der Öffentlichkeit stehen wolle.
Am 13. Juli 2024 verstarb Richard Simmons einen Tag nach seinem 76. Geburtstag in Los Angeles, Kalifornien.

## Filmografie (Auswahl)
- 1992: Die Dinos (Dinosaurs)
- 1993: Rockos modernes Leben (Rocko’s Modern Life)
- 1998: Hercules (Disney’s Hercules: The Animated Series)
- 1998: Rudolph mit der roten Nase (Rudolph the Red-Nosed Reindeer: The Movie)
- 1999: Hercules: Zero to Hero
- 2010–2011: Der Fisch-Club (Fish Hooks)

## Diskografie (Auswahl)
- 1982: Reach (LP)
- 2008: Sweatin’ to the Oldies Set (Videoalbum; US: ×3Dreifachplatin )